# Pomorska Kolej Metropolitalna

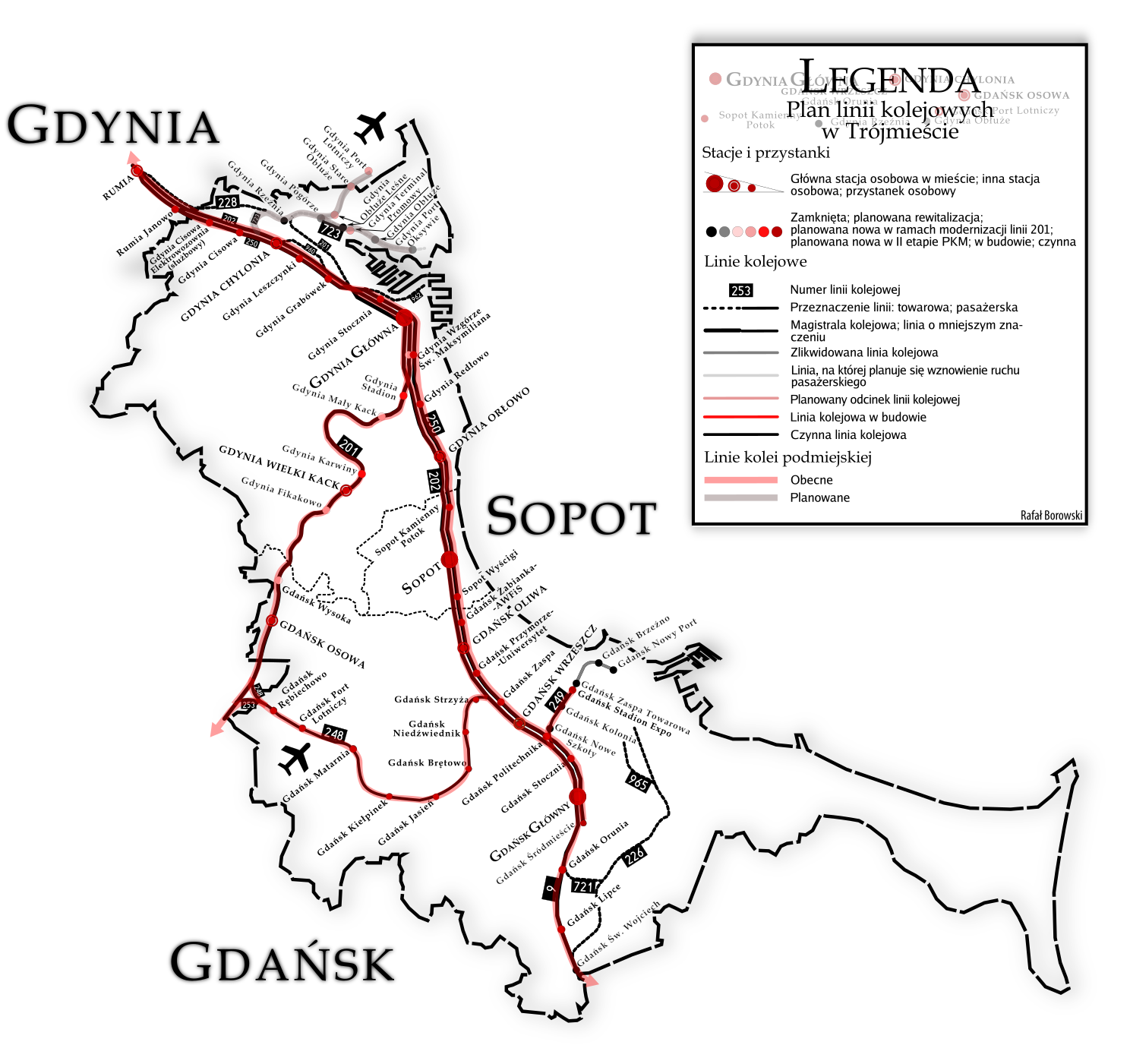
Przebieg linii SKM (w tym PKM) na planie linii kolejowych w Trójmieście.

Pomorska Kolej Metropolitalna – spółka akcyjna powołana przez samorząd województwa pomorskiego w celu budowy linii kolejowej nr 248 Gdańsk Wrzeszcz – Gdańsk Osowa oraz linii kolejowej nr 253 Gdańsk Osowa – Gdańsk Rębiechowo. Spółka jest zarządcą obu tych linii. Regularne kursy pociągów pasażerskich rozpoczęły się 1 września 2015. W latach 2022–2023 spółka odbudowała w ramach bajpasu kartuskiego brakujący odcinek Gdańsk Kiełpinek – Gdańsk Kokoszki.
Budowa linii kolejowej nr 248 to największa kolejowa inwestycja na Pomorzu i największa inwestycja w historii pomorskiego samorządu wojewódzkiego.

## Historia
Pierwotne plany budowy linii kolejowej łączącej centra Gdańska i Gdyni z portami lotniczymi w tych miastach (z funkcjonującym w Gdańsku oraz z planowanym w Gdyni-Kosakowie) przewidywały ukończenie jej budowy przed Euro 2012. Cel ten nie został jednak zrealizowany, nawet w wersji okrojonej do odcinka Gdańsk Port Lotniczy – Gdańsk Osowa i dalej do Gdyni.
Nowa linia połączyła zachodnie dzielnice, do których nie docierała SKM, ze śródmieściami tych miast (Gdańsk/Gdynia), a także zapewniła możliwość realizacji bezpośrednich połączeń kolejowych na Kaszuby. 
Szacowany pierwotnie koszt budowy linii wynosił 769,9 mln zł netto (w tym 500,9 mln zł z Programu Operacyjnego Infrastruktura i Środowisko). Pod budowę linii zajętych zostało 516 działek geodezyjnych, z czego wywłaszczonych zostało 251 nieruchomości (resztę stanowią grunty Skarbu Państwa lub Miasta Gdańska).
W rejonie wsi Rębiechowo linia łączy się z istniejącą od okresu międzywojennego magistralą węglową Śląsk – Gdynia. Pociągi w kierunku Gdyni kierowane są z PKM na niezelektryfikowany odcinek torów między Gdańskiem Osową a Gdynią Główną. Przed oddaniem do ruchu linii PKM w ruchu pasażerskim kursowały tu wyłącznie autobusy szynowe do Kościerzyny (w sezonie letnim również do Kartuz). Przetarg na wpięcie budowanej linii z Wrzeszcza do linii Gdynia – Kościerzyna został rozstrzygnięty w czerwcu 2014. Zadanie to, o wartości około 106 mln zł, było realizowane przez konsorcjum z przedsiębiorstwem Rubau na czele.
Do budowy szlaku pomiędzy Gdańskiem Wrzeszczem a lotniskiem w Gdańsku (17 km) wykorzystano odcinek istniejącej do 1945 Kolei Kaszubskiej. PKM usprawnia też komunikację z Kaszubami.
Spółka pełniła w imieniu samorządu rolę tzw. inwestora zastępczego, zaś przewoźnik został wyłoniony w drodze przetargu.
Uroczysta inauguracja Pomorskiej Kolei Metropolitarnej miała miejsce 30 sierpnia 2015 na terenie terminalu T2 Portu Lotniczego im. Lecha Wałęsy w Gdańsku, natomiast oddanie linii do użytku miało miejsce dwa dni później, 1 września.
W latach 2022–2023 w ramach bajpasu kartuskiego odbudowano brakujący odcinek Gdańsk Kiełpinek – Gdańsk Kokoszki (przez PKM) oraz odbudowano odcinek Gdańsk Kokoszki – Glincz (przez PLK).

### PKM Południe
W grudniu 2020 ogłoszono przetarg na opracowanie Studium Techniczno-Ekonomiczno-Środowiskowego dla projektowanej linii PKM Południe. Umowę na realizację STEŚ podpisano w czerwcu 2021.
28 czerwca 2024 wybrano projektanta I i II odcinka tj. Gdańsk Śródmieście - Gdańsk Świętokrzyska-Węzeł Kowale, konsorcjum firm Transprojekt Gdański Sp. z o.o., TPF Sp. z o.o. i TPF Getinsa Euroestudios S.L. 27 września tego samgo roku po odwołaniu złożonym w Krajowej Izbie Odwoławczej, unieważniono wybór oferty i wybrano ofertę konsorcjum firm Infra Centrum Doradztwa Sp. z.o.o., Mosty Gdańsk Sp. z.o.o. i Biuro Projektów Komunikacyjnych w Poznaniu Sp. z.o.o..
11 marca 2025 została wydana prawomocna i ostateczna decyzja środowiskowa dotycząca budowy PKM Południe do węzła Kowale. Całkowity koszt inwestycji szacowany jest na 2,3 mld zł.  26 marca tego samego roku zarząd PKM S.A. zatwierdził ostateczne nazwy przystanków na PKM Południe.

## Tabor

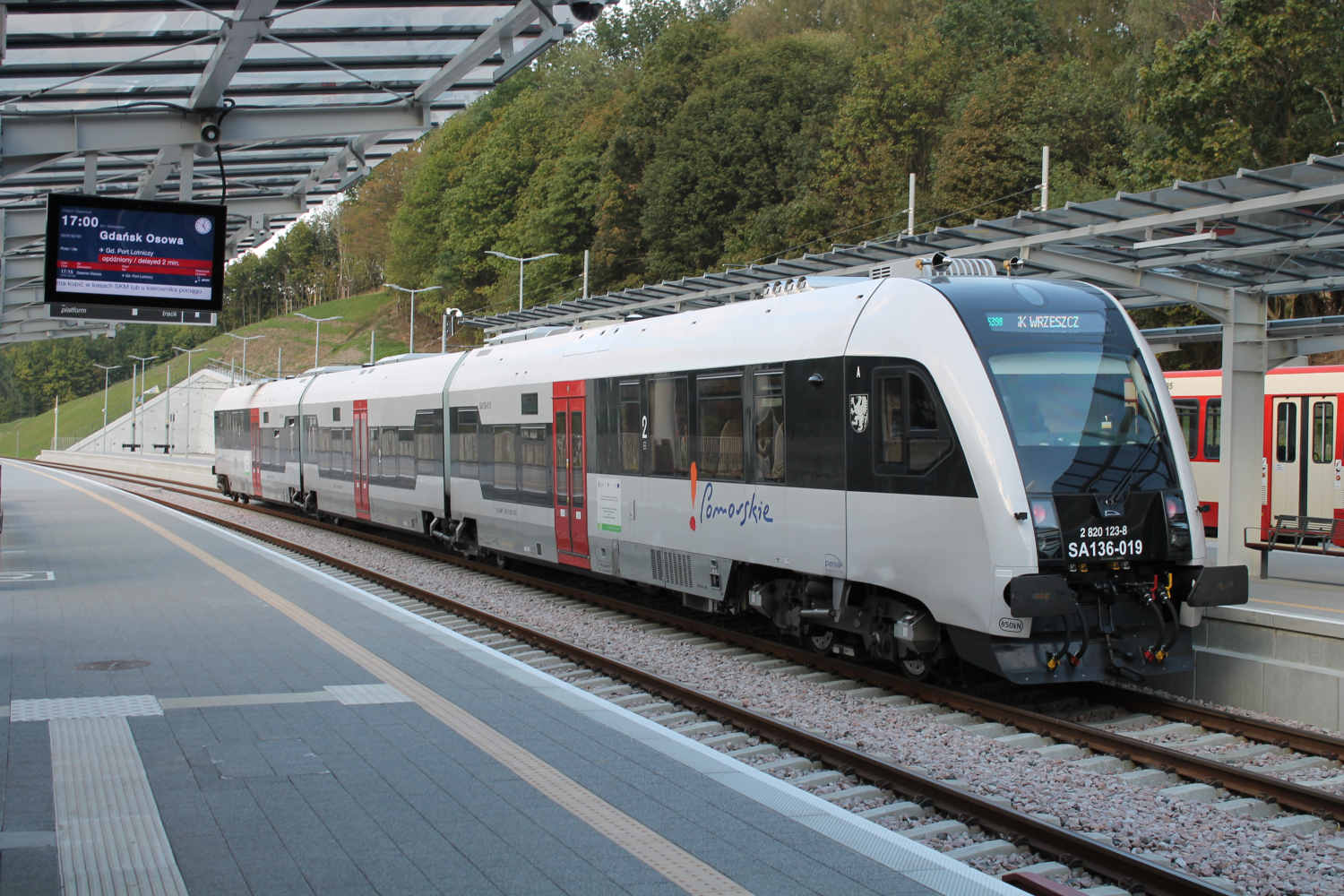
Trójczłonowy SZT serii SA136 na przystanku Gdańsk Brętowo

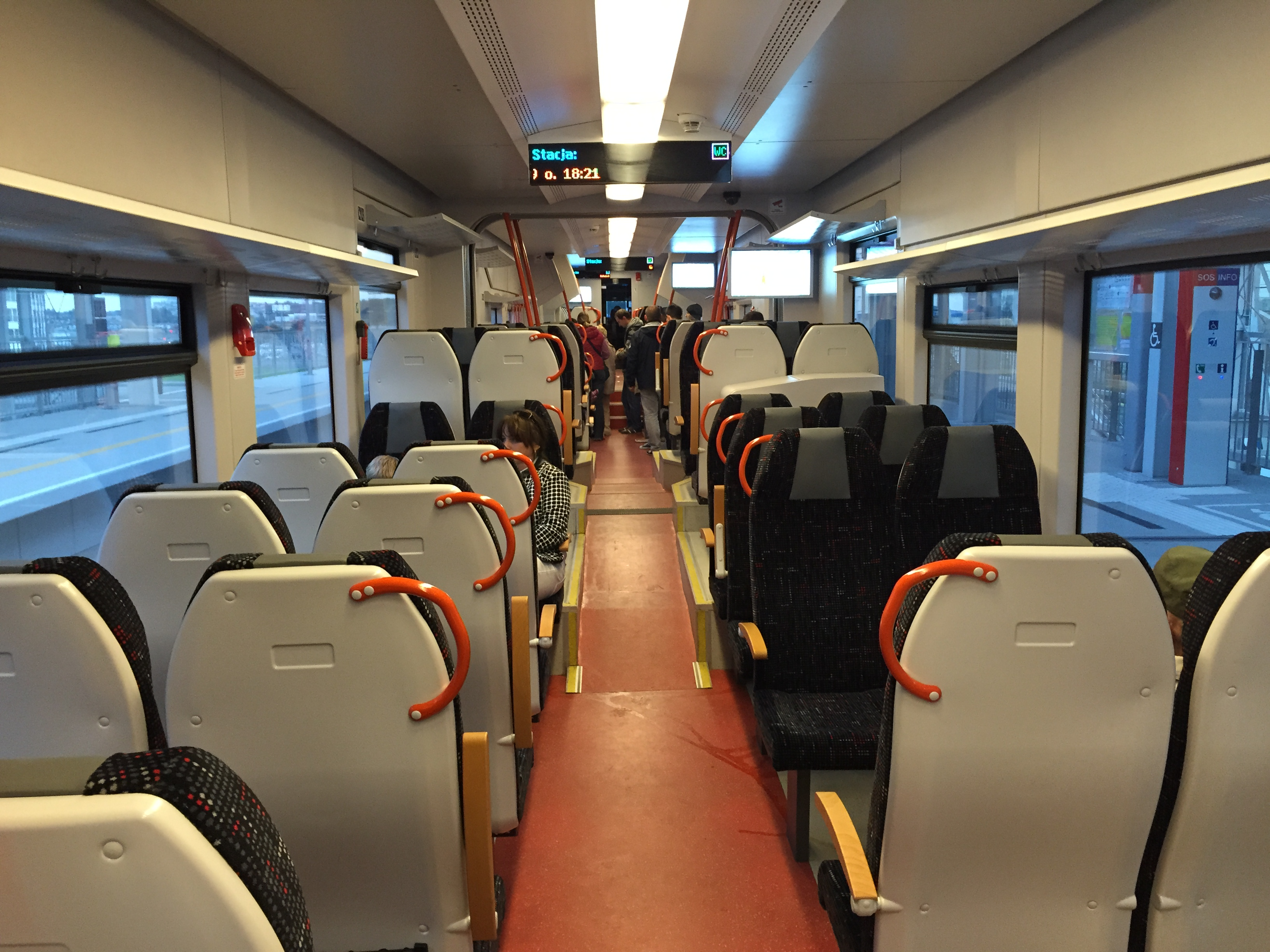
Wnętrze spalinowej kolejki na linii PKM

Z uwagi na rezygnację z planów elektryfikacji linii między Gdynią a Kościerzyną, w sierpniu 2012 ogłoszono, że pociągi kursujące na trasie PKM będą zestawione ze spalinowych zespołów trakcyjnych. Datę ogłoszenia przetargu kilkakrotnie przesuwano. W końcu nastąpiło to 20 lutego 2014. Urząd Marszałkowski Województwa Pomorskiego kupił siedem pojazdów trójczłonowych o pojemności po 350 miejsc dla pasażerów i trzy dwuczłonowe o pojemności po 250. Prędkość maksymalna wynosi 120 km/h. Pociągi te są przystosowane do pokonywania wzniesień dochodzących do 28 promili i są wyposażone w system sterowania ruchem ERTMS. Zabudżetowano 146 milionów złotych na zakup taboru. Do przetargu zgłosiły się tylko dwa przedsiębiorstwa: Newag, który zaproponował 120 milionów i Pesa, która zaproponowała 114 156 300 zł. 24 czerwca 2014 ogłoszono zwycięzcą Pesę.
Dwa pierwsze pojazdy miały dotrzeć na Pomorze w grudniu 2014, reszta – do 12 maja 2015. Ostatecznie termin dostawy pierwszych jednostek opóźnił się na luty – marzec 2015.
Wygląd pojazdów zaprezentowano 2 września 2014, kiedy podpisano umowę. Pojazdy mają tylko po jednej parze drzwi na człon po każdej stronie wagonu, w kolorze czerwonym. Natomiast same pojazdy są koloru szarego.
12 czerwca 2015 na linii odbyła się uroczysta prezentacja jednego z zakupionych do jej obsługi pojazdów – SA136-013.
Pod koniec stycznia 2013 media doniosły o powrocie PKP PLK do planów elektryfikacji odcinka Gdynia – Kościerzyna. Realizacja tych zamierzeń stworzy warunki do elektryfikacji linii PKM, której skrajnia przewiduje możliwość zawieszenia w przyszłości sieci trakcyjnej. Niemniej jednak samorząd województwa pomorskiego nie przewidywał realizacji tego zadania przed 2020. Jeśli w ogóle nastąpi zakup elektrycznych zespołów trakcyjnych, te spalinowe zostaną przeznaczone do obsługi połączeń w innych częściach województwa.
Elektryfikacja rozpoczęła się 15 czerwca 2021 od wbicia pierwszego fundamentu pod słup trakcyjny, a zakończyła się w 2023.
W nocy z 8 na 9 listopada 2022 odbył się przejazd testowy bez pasażerów pociągu elektrycznego EN57ALd-2224 należącego do Polregio po trasie PKM.
W nocy z 9 na 10 czerwca 2023 odbył się, na odcinku Gdańsk Wrzeszcz – PKM Gdańsk Port Lotniczy, ostatni testowy przejazd pociągu elektrycznego EN57ALd należącego do Polregio po trasie Pomorskiej Kolei Metropolitalnej. Miało to związek z faktem przyjęcia pierwszych rozkładowych pociągów elektrycznych przez Polregio i Województwo Pomorskie, co nastąpiło 12 czerwca tego samego roku.
25 czerwca 2024 na odcinku Gdańsk Wrzeszcz – Żukowo Wschodnie – Kartuzy rozpoczęła się eksploatacja pierwszego z egzemplarza hybrydowego zespołu trakcyjnego Newag Impuls zakupionego przez Samorząd Województwa Pomorskiego. Na odcinku należącym do PKM pociągi poruszają się korzystając z trakcji elektrycznej dojeżdżając do przystanku Gdańsk Rębiechowo, na której następuje przełączenie napędu na spalinowy.

## Przystanki

### W Trójmieście

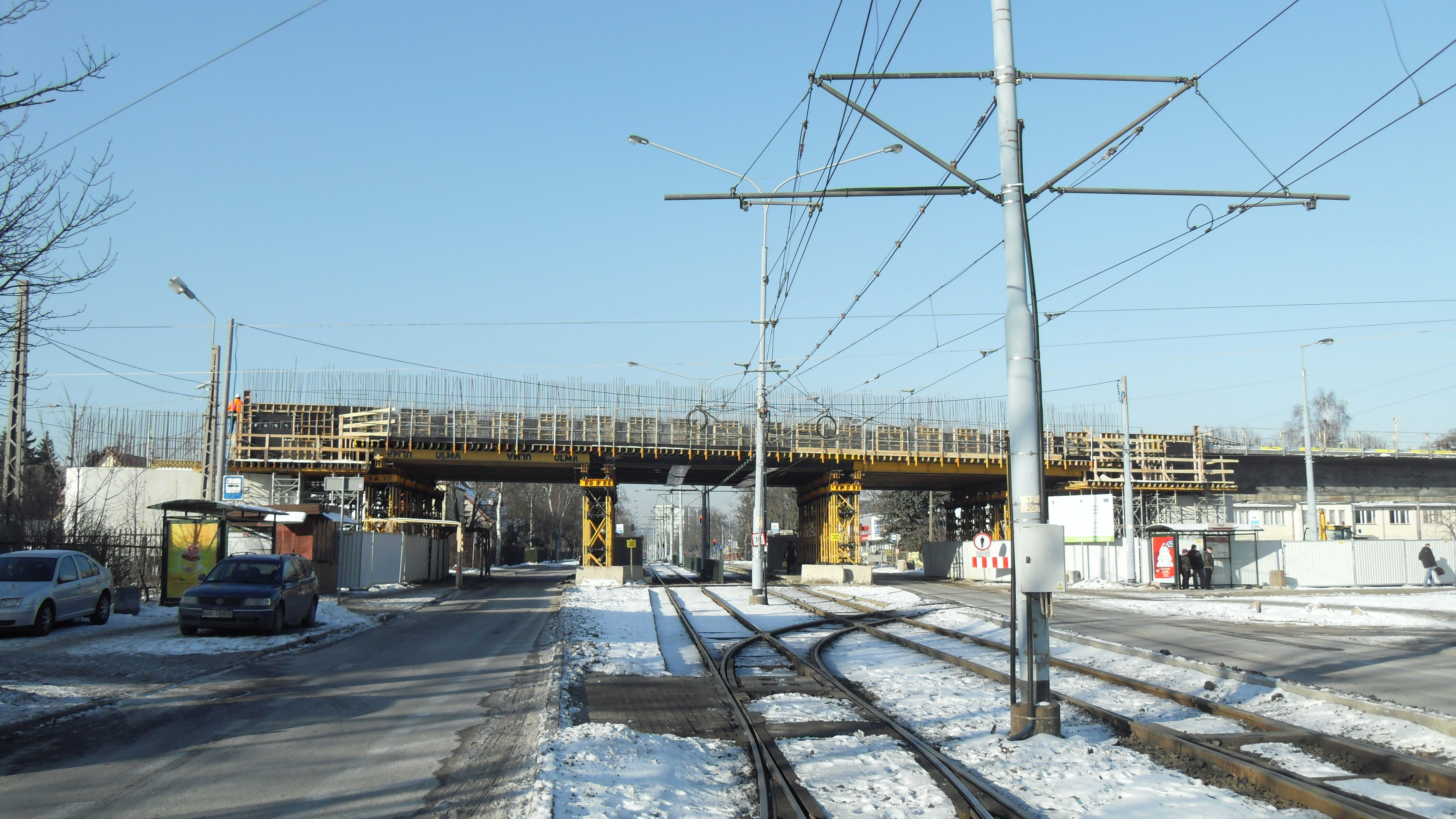
Budowa przystanku Gdańsk Strzyża w styczniu 2014

#### Istniejące
- Gdańsk Strzyża – pierwotnie proponowano nazwę Gdańsk Abrahama[41]
- Gdańsk Niedźwiednik
- Gdańsk Brętowo – pierwotnie Rakoczego
- Gdańsk Jasień – pierwotnie Wróbla Staw
- Gdańsk Kiełpinek
- Gdańsk Matarnia – pierwotnie Budowlanych
- Gdańsk Firoga – jego lokalizacja ustalona została już na etapie budowy (tunel pod torami prowadzący do ul. Szybowcowej został zaprojektowany również w celu obsługi tego przystanku), oddany do użytku został 11 grudnia 2022[42], wybudowany został wraz z elektryfikacją linii w ramach projektu Pomorska Kolej Metropolitalna Etap I – rewitalizacja Kolei Kokoszkowskiej. Faza III – elektryfikacja linii kolejowych nr 248 i 253 wraz z budową przystanku Gdańsk Firoga o wartości ok. 73 mln zł (w tym 61 mln zł z wnioskowanej dotacji unijnej[43], w II połowie 2020 szacunkowy koszt inwestycji określano na 89 mln zł)[44].
- Gdańsk Port Lotniczy
- Gdańsk Rębiechowo – pierwotnie Barniewicka i Banino. Przystanek w gdańskiej dzielnicy Matarnia, blisko wsi Banino i Rębiechowo. Nie mylić z przystankiem Rębiechowo, oddalonym o ok. kilometr[45].

Pierwotne propozycje nazw w Gdańsku pochodziły od nazw ulic przebiegających w pobliżu planowanych przystanków.

#### Planowane (w ramach projektu PKM Południe)[46]
- Gdańsk Czerwony Most (na początku projektu wyłącznie jako rezerwa terenowa)
- Gdańsk Oruńskie Przedmieście – nazwa robocza Gdańsk Trakt Św. Wojciecha
- Gdańsk Chełm – nazwa robocza Gdańsk Madalińskiego
- Gdańsk Orunia Górna – nazwa robocza Gdańsk Łostowice-Świętokrzyska
- Gdańsk Maćkowy – nazwa robocza Gdańsk Niepołomicka
- Gdańsk Łostowice – nazwa robocza Gdańsk Wielkopolska
- Gdańsk Kowale – nazwa robocza Gdańsk Świętokrzyska-Węzeł Kowale

Nazw i lokalizacji przystanków na nieistniejącej linii Gdynia Główna – lotnisko w gminie Kosakowo jak dotąd nie ustalono. W 2020 firma Multiconsult opracowała 4-wariantową koncepcję obsługi północnych dzielnic Gdyni przez kolej. Finalnie projekt PKM S.A. oddała do realizacji przez PKP Polskie Linie Kolejowe.
Na trasie bajpasu kartuskiego miał powstać przystanek Gdańsk Karczemki, jednak jego budowa została odłożona na późniejszy czas. Finalnie cały bajpas kartuski pozostał w zarządzie PKP PLK.

## Budowa[52]

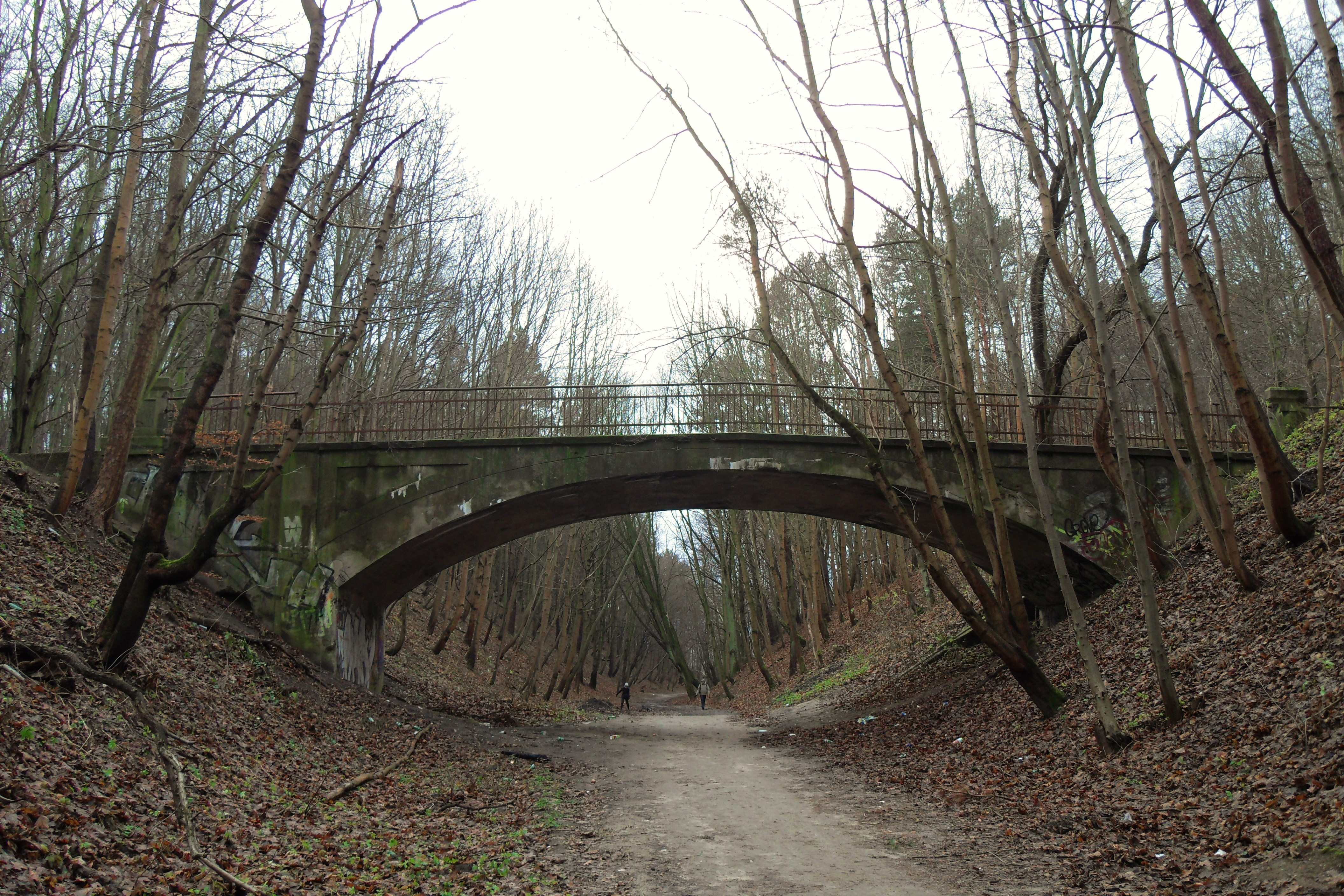
Wiadukt Weisera – jeden z najbardziej znanych zachowanych wiaduktów dawnej kolei, zburzony 5 czerwca 2013 w związku z budową PKM

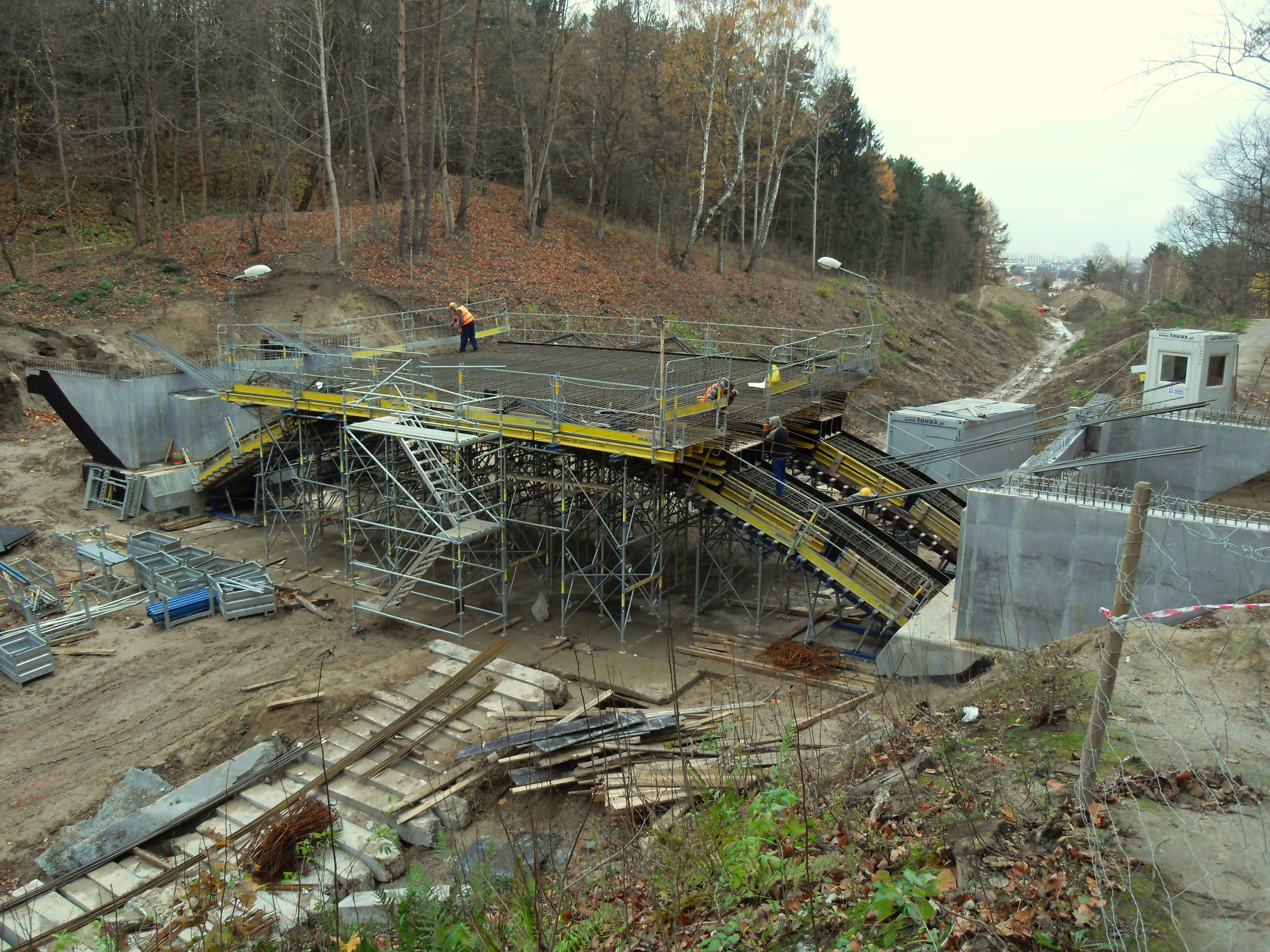
Wiadukt powstający w miejscu Mostku Weisera (stan na listopad 2013)

Projekt budowlany i projekt wykonawcy został opracowany przez przedsiębiorstwo Transprojekt Gdański Sp. z o.o., z Gdańska.
W pierwszym etapie realizacji inwestycji wyburzone zostały 22 budynki mieszkalne oraz 40 gospodarczych, położone na planowanej trasie Pomorskiej Kolei Metropolitalnej w Gdańsku Matarni, Firodze i w Rębiechowie. Wyciętych zostało także ok. 20 tys. drzew rosnących w pasie kolejowym PKM. Prace rozbiórkowe na trasie linii przeprowadzono w I połowie 2013.
Ze względu na niezadowalający stan techniczny zbudowanych przed I wojną światową i pozostałych do tej pory na linii obiektów inżynieryjnych, również i one zostały wyburzone, łącznie z Wiaduktem Weisera (zwanym także Mostem Weisera, od wydanej w 1987 książki Pawła Huelle pt. Weiser Dawidek). Prace rozbiórkowe na trasie budowy PKM zakończono w sierpniu 2013. Jako ostatni został wyburzony wiadukt przy ul. Wołkowyskiej, co nastąpiło 17 sierpnia tego samego roku. Przed wyburzeniem każdy z reliktów dawnej linii kolejowej został zeskanowany skanerem 3D, w celu udokumentowania ich wyglądu dla kolejnych pokoleń.
Do przetargu na głównego wykonawcę prac budowlanych zakwalifikowało się 16 przedsiębiorstw. Oferty finansowe na budowę składano do 14 lutego 2013. Po zakończeniu oceny dziewięciu ofert, jakie wpłynęły w II etapie przetargu na budowę Pomorskiej Kolei Metropolitalnej, 7 marca 2013 PKM SA oficjalnie ogłosiła, że zwycięzcą przetargu zostało polsko-hiszpańskie konsorcjum przedsiębiorstw Budimex S.A. (lider konsorcjum) i FERROVIAL AGROMAN S.A., które zaproponowało najniższą cenę realizacji inwestycji – 716.136.838,06 zł brutto. Przedsiębiorstwa te w latach 2007–2009 dokonały modernizacji stacji Gdynia Główna. 7 maja 2013 podpisano umowę między PKM a obydwiema ww. przedsiębiorstwami na realizację tej inwestycji.
Umowę na budowę linii podpisano 7 maja 2013, a plac budowy oddano wykonawcy następnego dnia. Oficjalne rozpoczęcie budowy i podpisanie aktu erekcyjnego nastąpiło 1 lipca 2013. „Szynę węgielną” wmurowano w fundament jednego z filarów podpierających estakadę i stację PKM Gdańsk Port Lotniczy.
W ramach kontraktu powstały:
- 17-kilometrowy odcinek dwutorowej linii kolejowej z Gdańska Wrzeszcza do połączenia z linią kolejową nr 201 z Gdyni do Kościerzyny.
- 1,4-kilometrowy odcinek łącznicy PKM z linią 201 w kierunku na Kościerzynę
- 8 przystanków pasażerskich (zasadniczy kontrakt obejmuje budowę przystanków tylko na trasie PKM) w Gdańsku i Baninie oraz budowę 2 przystanków w Gdyni, a także przebudowę stacji Gdańsk Osowa, gdzie kosztem 6 mln zł powstały dwa perony, tunel oraz parking na 67 aut.
- stacja techniczna
- budynek Lokalnego Centrum Sterowania na Matarni, ukończony w stanie surowym 12 listopada 2013
- 16 wiaduktów kolejowych i 8 wiaduktów drogowych
- 5 przejść pod torami
- kładki dla pieszych, przepusty, przejścia dla zwierząt
- system sterowania ruchem ERTMS na całej linii.

Całkowita wartość projektu PKM – po uwzględnieniu 186,5 mln zł wartości gruntów przekazanych pod inwestycję – wynosiła 907 mln zł netto, a po dodaniu do projektu przebudowy stacji Gdańsk Osowa oraz budowy przystanków Gdynia Karwiny oraz Gdynia Stadion, które kosztować mają 23 mln zł, wartość projektu sięgnęła kwoty 949 mln zł.

## Prezesi
1. Krzysztof Rudziński (2010–2016)[62]
2. Grzegorz Mocarski (od 2016)[3]

## PKM jako część systemu SKM oraz Polregio
Spółka PKM jest zarządcą infrastruktury kolejowej na 2 liniach kolejowych, natomiast PKP Szybka Kolej Miejska w Trójmieście była przewoźnikiem na liniach zarządzanych przez PKM, wybrana w wyniku przetargu.
Spółka Pomorska Kolej Metropolitalna S.A. została powołana celem budowy i utrzymania linii kolejowych oraz funkcjonowania infrastruktury kolejowej i okołotorowej.
Ciekawostką jest fakt, że linia PKM nie jest w żaden sposób połączona z linią SKM na stacji Gdańsk Wrzeszcz, mimo iż obie linie obsługiwał ten sam przewoźnik.
Od 9 grudnia 2018 roku do 10 grudnia 2022 roku linię PKM obsługiwało dwóch przewoźników SKM Trójmiasto oraz Polregio S. A..
Od 11 grudnia 2022 przewoźnik SKM Trójmiasto nie obsługuje już linii PKM, następnie w wyniku przetargu jedynym przewoźnikiem na linii PKM zostało Polregio S. A..

## Wyłączenia awaryjne
W nocy z 14 na 15 lipca 2016 w Gdańsku miała miejsce wielka ulewa w wyniku której doszło do osunięć wierzchniej, ochronnej warstwy nasypów kolejowych, które dotknęły łącznie 21 procent całkowitej powierzchni skarp i nasypów linii PKM, przez co ruch został całkowicie wstrzymany i wprowadzono zastępczą komunikację autobusową. Oprócz spływów powierzchniowych warstwy osłonowej nasypu doszło również do odsłonięcia kabli, podmycia studzienek, zerwanie korytek odwodnieniowych, zamulenia koryt odwodnieniowych, zanieczyszczenie tłucznia itp. Łącznie doszło do 688 usterek, z których 56 wymagało naprawy przed przywróceniem ruchu pociągów. 19 lipca przywrócono ruch pociągów na odcinku Gdańsk Osowa – Gdańsk Port Lotniczy. 12 sierpnia rozpoczęły się właściwe prace naprawcze, a 31 sierpnia testy linii przed jej ponownym uruchomieniem, które nastąpiło 4 września, przy czym ruch na odcinku Gdańsk Brętowo – Gdańsk Strzyża odbywał się po jednym torze. Pociągi z Gdańska Wrzeszcza w kierunku Gdańska Osowy i Gdyni przywrócono w ograniczonym zakresie 7 września 2016.
28 października 2016 przywrócono ruch na torze nr 2 z Brętowa do Wrzeszcza, a ostateczne usunięcie szkód zaplanowano na 30 listopada 2016. W związku z tym od 31 października 2016 przywrócono kursowanie pociągów z Kartuz do Gdańska Głównego.